# Мизиев, Исмаил Муссаевич
Исмаил Муссаевич Мизиев (карач.-балк. Мизиланы Муссаны жашы Исмаил; 8 декабря 1940, Нижний Чегем, Кабардино-Балкарская АССР — август 1997, Нальчик) — советский и российский археолог, этнограф, краевед, педагог, специалист в области этнической истории Северного Кавказа.

## Биография
Исмаил Муссаевич Мизиев, балкарец по национальности, родился 8 декабря 1940 г. в сел. Нижний Чегем Кабардино-Балкарской Республики. Он был седьмым ребёнком в семье балкарского узденя Муссы Мизиева. В трехлетнем возрасте он разделил участь всего балкарского народа: был репрессирован и выслан в Казахстан. Семья оказалась разделена и расселена в разных населенных пунктах Казахской ССР. Сам Исмаил попал в Жамбылскую область.
Когда ему исполнилось пять лет, он лишился матери, а всего через полгода умер и отец. Исмаила и одну из его сестер, Сурат, определили в детский дом. Жизнь Исмаила в ссылке мало чем отличалась от жизни сотен балкарских детей. Недоедание, отсутствие элементарных удобств, скудность детских забав, взамен которых труд с малолетства. Прошло время, прежде чем вернувшийся с фронта старший брат Ахмадья забрал Исмаила и Сурат из детдома. Исмаила Ахмадья оставил у себя, а Сурат стала жить у одной из старших замужних сестер.
Весной 1957 г., когда балкарский народ был реабилитирован и получил разрешение на возвращение домой, Исмаил заканчивал 9-й класс. Он первым из семьи Мизиевых вернулся в родное село, где окончил десятый класс Нижнечегемской средней школы, одновременно восстанавливая родительский дом. Позже вернулся на родину и старший брат. В 1958 году поступил на историческое отделение Кабардино-Балкарского государственного университета. В 1963 окончил обучение в университете. После окончания университета работал в Нижнем Чегеме завучем средней школы. В 1964 году уезжает в Москву и поступает в аспирантуру Института археологии АН СССР. В 1967 году под руководством Крупнова Е. И. защитил кандидатскую диссертацию по теме «Средневековая материальная культура Балкарии и Карачая (ХII-ХVII вв.)». После защиты кандидатской диссертации Исмаилу предложили остаться работать в Москве в Институте археологии, в секторе, который возглавлял Е. И. Крупнов. Однако он отказался, вернувшись в Нальчик. С 1967 по 1977 — научный сотрудник, старший научный сотрудник в Кабардино-Балкарском научно-исследовательском институте. С 1977 года руководил Кабардино-Балкарским отделением Всесоюзного общества охраны памятников истории и культуры. Эту работу он совмещал с преподаванием на кафедре всеобщей истории Кабардино-Балкарского государственного университета.
13 июня 1978 г. произошло событие, перевернувшее многое в жизни Исмаила Мизиева. В одной из поездок по осмотру курганов он попал в автокатастрофу. Результат — повреждение позвоночника, неподвижность, инвалидная коляска на долгие годы. На тот момент времени у него было четверо несовершеннолетних детей. В течение первого года Исмаил упрямо боролся с недугом, тем более, что врачи обнадеживали, что он встанет на ноги. Когда стало ясно, что попытки встать на ноги не приносят успеха, Исмаил нашел в себе силы продолжить работу. Она стала его спасением. С 1979 г. он продолжил работу на кафедре всеобщей истории Кабардино-Балкарского госуниверситета. В его доме постоянно бывали студенты, чьими курсовыми дипломными работами он руководил. И вскоре его домашний кабинет становится своего рода научным клубом, двери которого были открыты для всех интересующихся историей Северного Кавказа и тюркских народов. Его работа не прекращалась ни на один день. Он выстраивал себе строгий график, выдерживая его, несмотря на слабое здоровье. В этот период он всерьез занялся изучением проблемы этногенеза карачаево-балкарского народа, привлекая к этому не только накопленный археологический материал, но и анализируя этнографические и лингвистические данные, изучая сведения древних и средневековых авторов о Кавказе, работая с первоисточниками.
В 1986 году Академия наук СССР принимает И. Мизиева в действительные члены всесоюзной ассоциации востоковедов. В 1988 году — он становится действительным членом географического общества АН СССР. В 1988 Исмаил Муссаевич подготовил к защите рукопись докторской диссертации на тему «Важнейшие этногенетические аспекты истории и традиционной культуры балкарцев и карачаевцев XIII—XVIII вв.». Защита диссертации должна была состояться в г. Ереване в Институте археологии и этнографии Академии наук Армянской ССР. Была успешно пройдена предзащита. Однако Мизиев отменил защиту, отозвав работу: «Я работаю не для званий, я работаю для народа, а народ меня знает и без дополнительных регалий». Как писал современник Мизиева Г. В. Цулая в своем воспоминании: «У него была блестящая защита кандидатской диссертации, но в силу определённых причин не защитил докторскую. Однако много докторов не сделавших для науки и десятой части того, что сделал он.».
В августе 1997 года в возрасте 56 лет Исмаил Мизиев ушел из жизни.
Весной 1997 г. Международный биографический центр Кембриджского университета прислал Исмаилу Муссаевичу запрос о его биографических данных с тем, чтобы включить его кандидатуру в словарь выдающихся людей XX века.

## Научная деятельность
Жизнь Исмаила Мизиева была короткой, но необыкновенно яркой. Из пятидесяти шести прожитых лет тридцать были отданы науке. Специализировался на археологии и этнографии Балкарии и Карачая. Автор более 200 научных работ и девяти монографии. Имея свое видение по многим проблемам кавказоведения и тюрковедения, он открыто вступал в научные дискуссии, указывая на серьёзные противоречия и погрешности в выводах.

### Основные работы (монографии)
1. Средневековые башни и склепы Балкарии и Карачая. Нальчик: Эльбрус, 1970.
2. Археологические раскопки 1972 года в Кабардино-Балкарии. (Соавторы: А. X. Нагоев, Р. Ж. Бетрозов.) Нальчик: Эльбрус, 1973.
3. Туристскими тропами в глубь веков. Нальчик: Эльбрус, 1976.
4. Балкарцы и карачаевцы в памятниках истории. Нальчик: Эльбрус, 1981.
5. Шаги к истокам этнической истории Центрального Кавказа. Нальчик: Эльбрус, 1986.
6. История рядом. Нальчик: Эльбрус, 1990.
7. Очерки истории и культуры Балкарии и Карачая XIII—XVIII веков. Нальчик: Нарт, 1991.
8. О происхождении тюркских народов. (Соавтор К. Т. Лайпанов.) Черкесск: Пул, 1993.
9. История и духовная культура карачаево-балкарского народа. (Соавтор М. Ч. Джуртубаев) Нальчик: Эльбрус, 1994.
10. Народы Кабарды и Балкарии в ХIII-XVIII вв. Нальчик: Эльбрус, 1995.
11. История Балкарии и Карачая с древнейших времен до походов Тимура. Нальчик: Эль-Фа, 1996.
12. Следы на Эльбрусе. Ставрополь: Изд-во КЧГПУ, 2000.

### Избранные статьи
1. О некоторых оборонительных сооружениях средневековой Балкарии // Краткие сообщения института Археологии АН СССР. М., 1967. Вып. 113.
2. О средневековых поселениях и жилищах балкарцев и карачаевцев // Кавказ и Восточная Европа в древности. М.: Наука, 1973.
3. Средневековые каменные ящики в Верхней Балкарии // Советская археология. 1974. № 4.
4. Об одном спорном вопросе истории балкарцев и карачаевцев в ХVI-ХVII вв. // Проблемы археологии и этнографии Карачаево-Черкесии. Черкесск, 1983.
5. Истоки интернациональной дружбы // Блокнот агитатора Кабардино-Балкарского обкома КПСС. 1984. № 18.
6. Карачаево-балкарские и древнетюркские фольклорные параллели в свете этнической истории // Фольклор народов РСФСР. Уфа, 1985.
7. Хумара — город древних болгар // Проблемы археологии и истори¬ческой этнографии Карачаево-Черкесии. Черкесск, 1985.
8. Об экономическом развитии Балкарии и Карачая по археологическим данным ХIII-XVIII вв. // Археология и вопросы хозяйственно-экономического развития Северного Кавказа. Грозный, 1987.
9. О создателях майкопской культуры // Советская археология. 1990. № 4.
10. Древнейшие этнокультурные пласты истории тюркских народов // Алеем. Алма-Ата, 1991. Вып. 1.

## Награды
- «Заслуженный деятель науки КБР» (указом Президента КБР от 9 августа 1994)
- Решением ученого совета Карачаево-Черкесского государственного педагогического университета Мизиеву было присвоено звание почетного доктора

## Семья
- Четверо детей: Ирина (род. 1964) — дочь
- Брат — Мизиев Ахмадья Муссаевич
- Сестра — Мизиева Сурат Муссаевна